# Bemetara (Distrikt)
Bemetara ist ein Distrikt im indischen Bundesstaat Chhattisgarh.

## Lage
Der Distrikt liegt im Zentrum des Bundesstaats Chhattisgarh. Er grenzt im Norden und Nordosten an den Distrikt Mungeli, im Osten an den Distrikt Balodabazar-Bhatapara, im Osten und Südosten an den Distrikt Raipur, im Süden an den Distrikt Durg, im Südwesten an den Distrikt Rajnandgaon und im Westen und Nordwesten an den Distrikt Kabirdham.

## Geschichte
Der Distrikt wurde am 1. Januar 2012 aus Teilen des Distrikts Durg geschaffen. Er wurde aus den Tehsils Bemetara, Berla, Nawagarh, Saja und Thankhamhariya gebildet.

## Bevölkerung
Nach der Volkszählung 2011 hat der Distrikt Bemetara 795.759 Einwohner. Bei 308 Einwohnern pro Quadratkilometer ist der Distrikt dicht besiedelt. Der Distrikt ist dennoch ländlich geprägt. Von den 795.759 Bewohnern wohnen 721.192 Personen (90,63 %) auf dem Land und nur 74.567 Menschen in städtischen Gemeinden.
Der Distrikt Bemetara gehört zu den Gebieten Indiens, die nur gering von Angehörigen der „Stammesbevölkerung“ (scheduled tribes) besiedelt sind. Zu ihnen gehörten (2011) 37.185 Personen (4,67 Prozent der Distriktsbevölkerung). Es gibt zudem 144.022 Dalits (scheduled castes) (18,10 Prozent der Distriktsbevölkerung) im Distrikt.

### Bevölkerungsentwicklung
Wie überall in Indien wächst die Einwohnerzahl im Distrikt Bemetara seit Jahrzehnten stark an. Die Zunahme betrug in den Jahren 2001–2011 fast 43 Prozent (42,64 %). In diesen zehn Jahren nahm die Bevölkerung um über 238.000 Menschen zu. Um die Jahrtausendwende waren maoistische Rebellen im Distrikt aktiv. Dies führte zu einem geringen Bevölkerungswachstum zwischen 1991 und 2001 und zu einer Bevölkerungsexplosion zwischen 2001 und 2011 durch zurückkehrende Binnenflüchtlinge. Die Entwicklung verdeutlicht folgende Tabelle:

### Bedeutende Orte
Im Distrikt gibt es insgesamt laut der Volkszählung 2011 acht Orte, die als Städte (towns und notified towns) gelten. Darunter sind mit Bemetara und Nawagarh zwei Orte, die mehr als 10.000 Einwohner zählen.

### Bevölkerung des Distrikts nach Geschlecht
Der Distrikt hatte 2011 – für Indien unüblich – mehr weibliche als männliche Einwohner. Allerdings war das Verhältnis beider Geschlechter viel ausgeglichener als in anderen Regionen Indiens. Von der gesamten Einwohnerschaft von 795.759 Personen waren 397.650 (49,97 Prozent der Bevölkerung) männlichen und 398.109 (50,03 Prozent der Bevölkerung) weiblichen Geschlechts. Bei den jüngsten Bewohnern (123.754 Personen unter 7 Jahren) sind 62.723 Personen (50,68 %) männlichen und 61.031 Personen (49,32 %) weiblichen Geschlechts.

### Bevölkerung des Distrikts nach Sprachen
Die Bevölkerung des Distrikts Bemetara ist sprachlich recht einheitlich. Es sprechen 791.998 Personen (99,53 % der Bevölkerung) Hindi-Sprachen und -Dialekte. Meistgesprochene Sprache ist Chhattisgarhi, eine Östliche Hindi-Sprache. Einzige bedeutende Minderheitensprache im Distrikt ist Khari Boli/Hindi.
Die weitverbreitetsten Sprachen zeigt die folgende Tabelle:
| Jahr                                   | Chhattisgarhi | Chhattisgarhi | Gondi | Gondi | Hindi  | Hindi | Marathi | Marathi | Pandschabi | Pandschabi | Total   | Total    |
| Jahr                                   | Zahl          | %             | Zahl  | %     | Zahl   | %     | Zahl    | %       | Zahl       | %          | Zahl    | %        |
| -------------------------------------- | ------------- | ------------- | ----- | ----- | ------ | ----- | ------- | ------- | ---------- | ---------- | ------- | -------- |
| 2011                                   | 775.318       | 97,43         | 896   | 0,11  | 15.605 | 1,96  | 253     | 0,03    | 911        | 0,11       | 795.759 | 100,00 % |
| Quelle: Ergebnis der Volkszählung 2011 |               |               |       |       |        |       |         |         |            |            |         |          |

### Bevölkerung des Distrikts nach Bekenntnissen
Fast alle Einwohner sind Anhänger des Hinduismus. In den Tehsils sind zwischen 96,62 und 99,10 % der Bewohner Hindus. Die genaue religiöse Zusammensetzung der Bevölkerung zeigt folgende Tabelle:
| Jahr                                   | Buddhisten | Buddhisten | Christen | Christen | Hindus  | Hindus | Jainas | Jainas | Muslime | Muslime | Sikhs | Sikhs | Andere Religionen | Andere Religionen | keine Angaben | keine Angaben | Total   | Total    |
| Jahr                                   | Zahl       | %          | Zahl     | %        | Zahl    | %      | Zahl   | %      | Zahl    | %       | Zahl  | %     | Zahl              | %                 | Zahl          | %             | Zahl    | %        |
| -------------------------------------- | ---------- | ---------- | -------- | -------- | ------- | ------ | ------ | ------ | ------- | ------- | ----- | ----- | ----------------- | ----------------- | ------------- | ------------- | ------- | -------- |
| 2011                                   | 273        | 0,03       | 391      | 0,05     | 781.901 | 98,26  | 943    | 0,12   | 6795    | 0,85    | 1495  | 0,19  | 3037              | 0,38              | 924           | 0,12          | 730.491 | 100,00 % |
| Quelle: Ergebnis der Volkszählung 2011 |            |            |          |          |         |        |        |        |         |         |       |       |                   |                   |               |               |         |          |

## Bildung
Dank bedeutender Anstrengungen steigt die Alphabetisierung. Sie ist dennoch noch weit weg vom Ziel der kompletten Alphabetisierung. Typisch für indische Verhältnisse sind die starken Unterschiede zwischen Stadt und Land sowie den Geschlechtern. Beinahe acht von neun Männern in den Städten können lesen und schreiben – aber nur knapp mehr als die Hälfte der Frauen auf dem Land.
| Alphabetisierung im Distrikt Bemetara  |                   |                   |
| Einheit                                | Volkszählung 2011 | Volkszählung 2011 |
| Einheit                                | Anzahl            | Anteil            |
| GESAMT                                 | 469.545           | 69,87 %           |
| Männer                                 | 272.175           | 81,26 %           |
| Frauen                                 | 197.370           | 58,55 %           |
| STADT GESAMT                           | 49.736            | 77,54 %           |
| Stadt-Männer                           | 27.573            | 86,13 %           |
| Stadt-Frauen                           | 22.163            | 68,98 %           |
| LAND GESAMT                            | 419.809           | 69,06 %           |
| Land-Männer                            | 244.602           | 80,75 %           |
| Land-Frauen                            | 175.207           | 57,45 %           |
| Quelle: Ergebnis der Volkszählung 2011 |                   |                   |

## Verwaltungsgliederung
Der Distrikt war bei der letzten Volkszählung 2011 in die fünf Tehsils (Talukas) Bemetara, Berla, Nawagarh, Saja und Thankhamhariya aufgeteilt und gehörte noch zum Distrikt Durg in der Division Durg.